# Radioapans Knattekanal
Radioapans Knattekanal är en  internetbaserad radiokanal från Sveriges Radio P4.

## Programinnehåll
Kanalen riktar sig till barn och spelar bland annat välkända svenska barnvisor.
Namnet Radioapan kommer från den lilla figuren som talar mellan låtarna.
Sändningstiden är klockan 6 på morgon till klockan 8 på kvällen. Under de sista timmarna spelas vaggvisor.